# AirAsia India
AirAsia India è una compagnia aerea low-cost indiana con sede a Bangalore, in Karnataka. La compagnia aerea è una joint venture con Tata Sons che detiene il 51% del capitale della compagnia aerea e AirAsia che detiene il 49% del capitale. AirAsia India ha iniziato le operazioni il 12 giugno 2014 con Bangalore come hub principale.
AirAsia è la prima compagnia aerea straniera a creare una filiale in India e ha segnato il ritorno del Tata Group nell'industria aeronautica dopo 60 anni, dopo aver ceduto Air India nel 1946. A giugno 2020, AirAsia India era il 4° più grande vettore in India, dopo IndiGo, SpiceJet e Air India, con una quota di mercato del 7,2%.